# Camerata de Lausanne
La Camerata de Lausanne est un orchestre à cordes suisse qui joue sans chef.
Créée en 2002 par Pierre Amoyal, la Camerata de Lausanne s'est produite dans plusieurs pays d'Europe et du monde.
La Camerata de Lausanne bénéficie de nombreux soutiens, notamment de la Ville de Lausanne, du Conservatoire de Lausanne – HEM, du Canton de Vaud et de la Loterie Romande.